# Ixothraupis
Ixothraupis is een geslacht van zangvogels uit de grote Amerikaanse familie Thraupidae (tangaren). De vijf soorten uit dit geslacht zijn op grond van DNA-onderzoek uit het geslacht Tangara verwijderd  en in dit geslacht geplaatst.
- Ixothraupis guttata  – spikkeltangare
- Ixothraupis punctata  – druppeltangare
- Ixothraupis rufigula  – roestkeeltangare
- Ixothraupis varia  – stippentangare
- Ixothraupis xanthogastra  – geelbuiktangare